# کفاشی

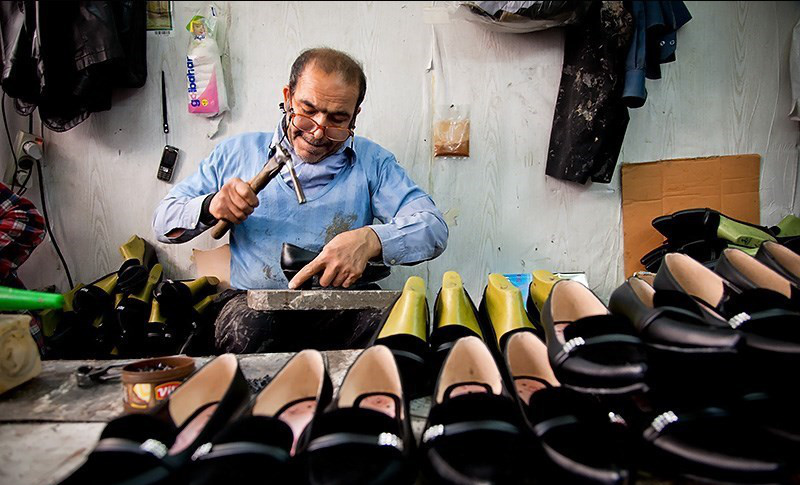
کفاشی در کارگاه‌های کفش بازار تهران، فروردین ۱۳۹۰

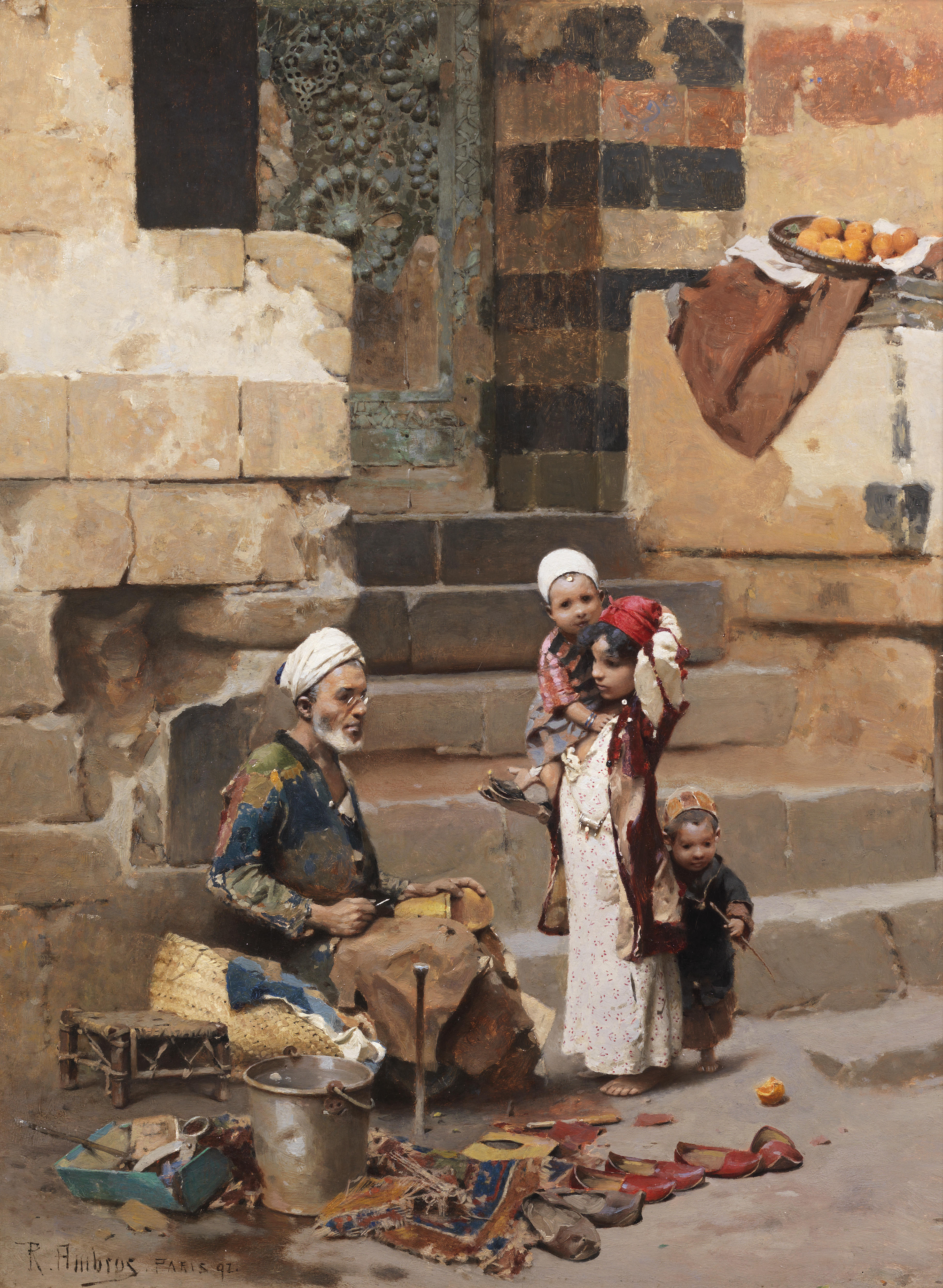
نقاشی از رافائل فون آمبروس که یک کفشدوز پیر را در قاهره نشان می‌دهد.

کَفّاشی، کفشگری یا کفشدوزی (به انگلیسی: Shoemaking) به فرایند ساخت یا تولید پاپوش (کفش) که در اصل با دست ساخته می شد گفته میشود که امروزه کفاشی دستی سنتّی به شکل گسترده جایگزین ساخت انبوه صنعتی کفش شده‌است.

## ریشه‌شناسی
کفاشی معرب شده واژه کفشدوزی در زبان فارسی است.

## اصطلاحات کفاشی سنتی

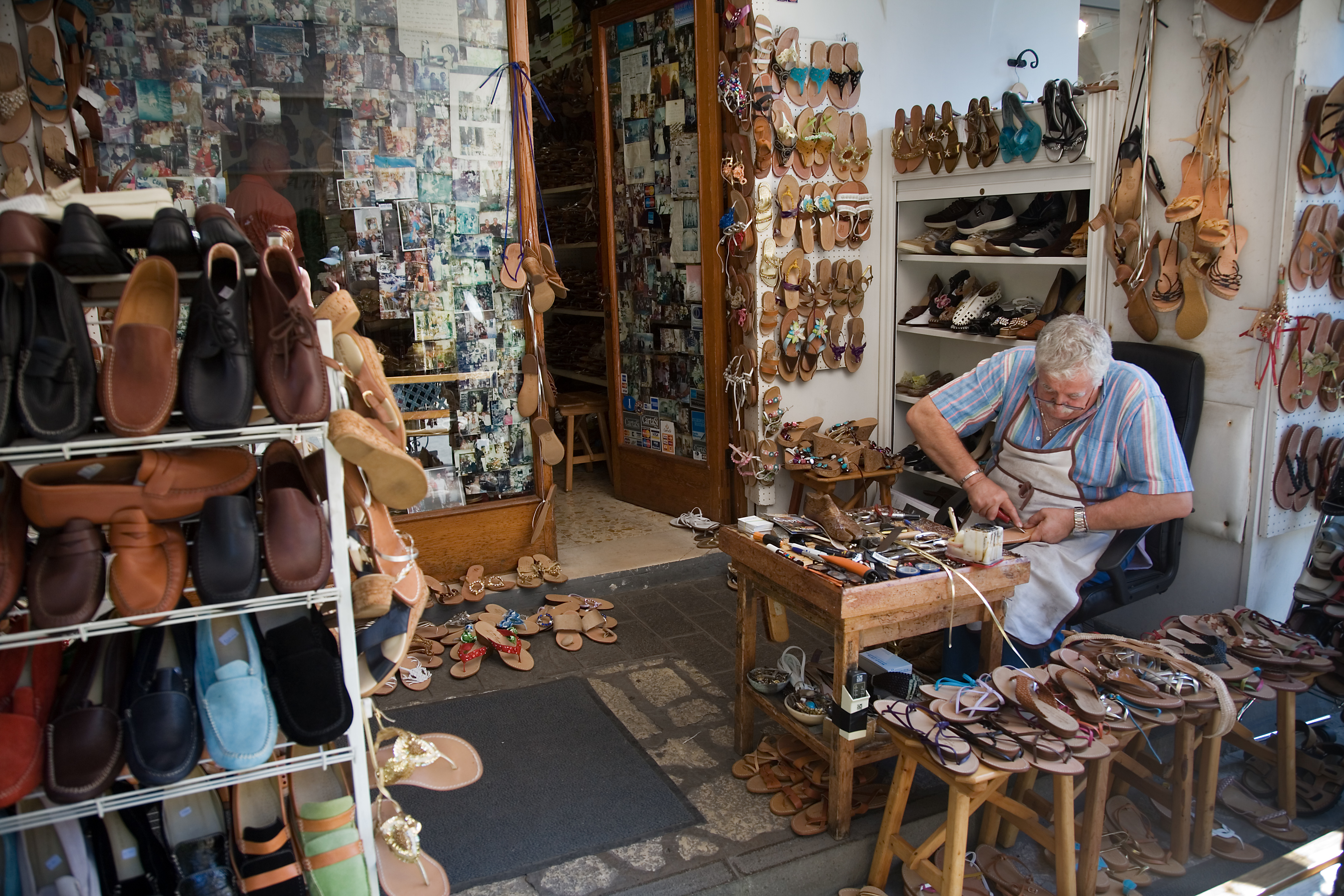
کَفّاشی یا کفشدوزی

اورِز (Orez) یکی از ابزارهای سنتی در صنعت کفاشی است. این ابزار لبه‌ای شیاردار دارد که با آن زیرهٔ چرمی کفش را دورگیری و پرداخت می‌کنند و صیقل می‌دهند.
امروزه نیز کارگاه‌های سنتی کفاشی نیز از وسیله‌ای مانند اورز استفاده می‌کنند که سطح کوچک‌تری را برای پرداخت دور زیر چرمی در بر می‌گیرد و به آن آرمیتاژ نیز گفته می‌شود که از وسایل مورد نیاز برای ارایه جنس خوب چرمی (نه تنها کفش بلکه کیف پول و انواع وسایل چرمی که زیبایی کار در آنها مورد توجه است) می‌باشد.
با وجود مکانیزه شدن مراحل ساخت و پرداخت کفش اما همچنان در کارگاه‌های سنتی و قدیمی که تولید کفش چرم به صورت تمام سنتی انجام می‌شود. اورز در دستان پینه بسته استادکار به چشم می‌خورد که چگونه ماهرانه زیره کفش را پرداخت می‌کنند و صیقل می‌دهند و اینجاست که هنر دست این استادان در مقابل چشمان شما یک کفش چرمی با کیفیت و اصیل را به نمایش می‌گذارد.

## لوازم کفاشی
مانند هر صنعت دیگری کفاشی نیز دارای لوازم مربوط به خود است که خریداری آن‌ها از واجبات راه‌اندازی کفاشی قلمداد می‌شود:
- اسپری خوشبوکننده کفش
- واکس کفش (پولیش، تغییر دهنده رنگ)
- فرچه واکس
- برس کفش (مو طبیعی، الیاف مصنوعی)
- کفی کفش (سیلیکونی، نمدی، طبی)
- میخ و پرچ کفش
- چکش کفاشی
- نخ کفاشی (کیلویی/دوکی، کنفی، نایلونی، پلی‌استر)
- بند کفش
- سمبه چرم دوزی
- درفش کفش
- گاز کارکشی
- چسب آهن یا چسب پی یو
- قلمو چسب
- اسپری لکه‌بر
- قیچی چرم دوزی
- رنگ چرم (مشکی، قهوه‌ای)
- قالب کفش (زنانه، مردانه)
- چدن کفاشی
- سرزیپ
- پاشنه‌کش (کوتاه/بلند، فلزی/پلاستیکی)